# 日本エアースポーツガン振興協同組合
日本エアースポーツガン振興協同組合（にほんエアースポーツガンしんこうきょうどうくみあい）は、遊戯銃製造業者および卸売業者の業界団体である。略称はJASG。

## 加盟企業
- ケーエスシー
- マルゼン
- サンプロジェクト
- 日本技巧
- ライラクス
- バトンTrading

## 協力団体
- 日本エアースポーツガン協会